# 오토리 게이스케

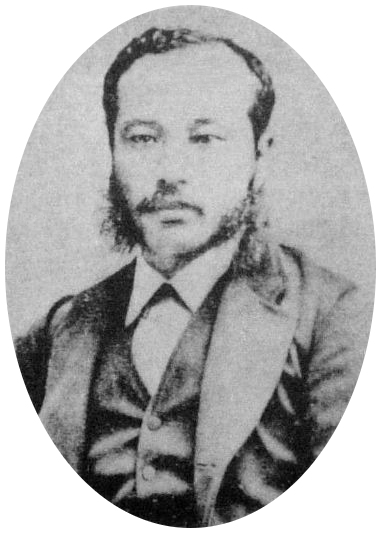
오토리 게이스케

오토리 게이스케(일본어: 大鳥 圭介, 1833년 4월 14일 ~ 1911년 6월 15일)는 일본의 서양 군사학자, 막부 대신, 군인, 관료, 외교관이다. 정2위훈1등 남작. 과거 이름은 고바야시 게이타로(小林慶太郎).

## 생애
1833년 4월 14일 하리마국 아코군 아카마쓰 촌 (지금의 효고현 아코군 가미고리정)의 의사 고바야시 나오스케(小林直輔)의 아들로써 태어났다. 1842년 비젠국의 시즈타니 학교에서 한학, 유학, 한의학 등을 수학했다. 1849년 가미고리에 돌아와, 난방의 나카지마(中島意庵)의 조수로 일했다. 1852년 5월 2일 난학 수행을 위해 오사카로 가 오가타 고안의 데키주쿠에서 난학과 서양 의학을 배운 후, 1854년 데키주쿠 시절의 동창과 함께 에도로 떠났다. 사쓰마번에서 지우(知遇)를 얻어 번역 등을 돕는데 힘쓰다가 쓰보이주쿠의 주쿠토가 되어 군사학, 공학에 관심을 가지게 되었다. 이 사이에 서양식 병학과 사진술을 배우고, 같은 시기 가쓰 가이슈로부터 지우를 얻었다.
1857년 조부칸(에가와주쿠)에서 병학 교수로써 초청받는 한편, 존 만지로로부터 영어를 배웠다. 1858년 핫토리 모토아키(服部元彰)의 소개로 아마가사키번에서 일하게 되었다가, 도쿠시마번을 거쳐 1859년 반쇼시라베쇼에서 일하게 되었다. 이듬해 1860년에는 합금제 금속 활판으로 《포료신편》이라는 책을 번역 출판했다. 1861년 12월에는 에가와 히데토시의 추천으로 어철포방부 난서번역방 출역으로 일했으며, 1863년 8월 20일 해군군병서취조방 출역이 되었다. 이 때 가이세이쇼 교수로도 일하였으며 이원제 의회의 채용을 막부에 건의했다. 1865년 1월 28일 육군소로 출사한 후 후지미 어보장 번격(일본어: 富士見御宝蔵番格)으로서 정식으로 막신(幕臣) 자리에 오르게 된다. 봉록은 50표 3인 부지로 하타모토였다. 1867년 10월 23일 영관급이 되어 막부 육군의 육성과 훈련을 맡았다. 1868년에는 보병두로 진급했고, 도바·후시미 전투 후 에도 성 평정에서는 오구리 다다마사, 미즈노 다다노리, 에노모토 다케아키 등과 함께 교전을 계속할 것을 주장했다. 2월 28일 장관(將官)급 보병봉행으로 진급했다. 4월 11일 에도가 함락되자 전수대를 이끌고 에도를 탈출하여 혼조, 이치카와를 거쳐 오야마, 우쓰노미야와 이마이치, 후지와라, 아이즈를 거치면서 마쓰다이라 다로, 히지카타 도시조 등과 합류했다. 보나리 언덕 전투에서 전수대는 괴멸적 피해를 입었으나, 전멸만은 면한 채 센다이에 당도한다. 센다이에서 에노모토 다케아키와 합류하여 에조에 도착하여, 하코다테 정권의 육군 봉행이 되었다. 하코다테 전쟁에서 지체전을 통해 정부군에 저항했으나, 결국 1869년 5월 18일 고료카쿠에서 항복한 후 도쿄로 압송되어 군무국 규문소에 투옥되었다.

### 메이지 시대
1872년 1월 8일 사면으로 출옥한 후, 새 정부에 출사하여 좌원 소의관, 홋카이도 개척사 5등직을 거쳐 대장소승직을 겸임하여 미국, 유럽 각국을 개척 기계의 시찰과 공채 발행 교섭 목적으로 순방했다. 1874년 3월에 귀국한 후, 홋카이도 개척사로 복귀하였으며 후에 육군 대령 배명을 거쳐 공부성 4등직이 되었다. 기술관료로서 식산 흥업 정책을 세웠고, 공작국장으로서 관영 공장을 총괄하여 시멘트나 유리, 조선, 방적 등의 사업을 추진하는 등 인프라 개발에도 관여했다. 또 내국권업박람회의 심사원으로서도 활동했으며, 《공업신보》나 《언제축법신안》 등을 쓰거나 번역하고, 일본에 댐 기술을 도입하기도 했다. 1877년 공부대학교가 발족되자 교장으로 임명되었다. 1881년 12월 3일 공부 기감에 승진되었는데, 이는 칙임관으로 당시 기술자로서 가장 높은 직위에 해당했다. 같은 해 도쿄 학사회원 회원에도 임명되었다. 1885년 12월 28일에는 원로원 의관에 취임했고, 1886년 가쿠슈인 원장 겸 가조쿠 여대학 교장, 1889년 주청국 특명전권공사를 지내고 1893년 7월 조선 공사도 겸임하게 되어 같은 해 6월에 조선에 부임했다. 동학농민운동 당시 군대를 이끌고 경복궁에 들어갔으며, 이로 인해 청일 전쟁이 발생하였다. 결국 1894년 10월 11일에는 공사에서 해임되었다. 귀국 후 같은 해 11월 10일 추밀고문관이 되었으며, 1900년 5월 9일 남작 직위를 받았다.
말년에는 오다와라 해일의 피해를 입었다. 1911년 가나가와현 고즈의 별장에서 식도암으로 78세의 나이로 죽었다.

## 같이 보기
- 전습대
- 막부 육군
- 오가타 고안
- 에노모토 다케아키
- 아키즈키 노보리노스케
- 히지카타 도시조
- 마쓰다이라 다로
- 오구리 다다마사
- 무쓰 무네미쓰
- 지즈 급행 지즈 선 - 가미고리와 돗토리를 잇는 철도 계획에 오토리가 관여했다.
- 오다와라 해일(일본어판) - 고즈 별장에 있다가 해일에 휘말렸다.

## 참고 문헌
- 도쿠가와 실기
- 후카와 미쓰오 (2000년), 〈화문활자의 "방류"〉 (일본 인쇄사연구회 엮음, 《책과 활자의 역사 사전》 내, 가시와쇼보.)
- 후카와 미쓰오 (1996년), 〈소괄 - 막말 화문주조활자의 전상〉 (니시노 요시아키 엮음, 《역사의 문자 기재·활자·활판》 내, 도쿄 대학 종합연구박물관.)
- 야마자키 아리노부 (1915년), 《오토리 게이스케전(傳)》, 北文館
- 오토리 게이스케, 이마이 노부오, 《남가기행·기타구니 전쟁 개략 충모대의 기록》(일본어: 南柯紀行・北国戦争概略衝鉾隊之記), 신진부쓰오라이샤. (1998년)
- 고가 시로 (1993년), 《오토리 게이스케, 히지카타 도시조와의 만남과 헤어짐》(일본어: 土方歳三との出会と別れ), 사이류샤.